# Aparaonis abyssalis
Aparaonis abyssalis är en ringmaskart som beskrevs av Hartman 1965. Aparaonis abyssalis ingår i släktet Aparaonis och familjen Paraonidae. Inga underarter finns listade i Catalogue of Life.